# علي بادارا ديا
علي بادارا ديا (بالفرنسية: Aly Dia)‏ هو لاعب كرة قدم غيني في مركز الهجوم، ولد في 1941 في كوناكري في غينيا.

## وصلات خارجية
- علي بادارا ديا على موقع الاتحاد الدولي (مؤرشف)  (الإنجليزية)
- علي بادارا ديا على موقع عالم كرة القدم.نت (الإنجليزية)
- علي بادارا ديا على موقع أوليمبيديا (الإنجليزية)